# Mattias Andreæ Alsbeckius
Mattias Andreæ Alsbeckius (även Alsbechius eller Alzbeckius), född i Alsbäck, Stora Tuna socken, död 1642, var en svensk präst och gymnasielärare.
Albeckius var bondson, blev kollega vid Västerås skola 1627 och inskrevs vid Uppsala universitet samma år under namnet Matthias Andreae Tunsemontanus. Han prästvigdes 1630, blev conrektor och rhetorices lektor vid Västerås gymnasium samma år. 1632 blev han magister i Uppsala och samma år lektor i matematik vid Västerås gymnasium. Alsbeckius blev 1639 lektor i grekiska, kyrkoherde i Skerike socken 1640 och rektor för Västerås gymnasium samma år.
Albeckius hörde till de lärare vid Västerås skola som genom Johannes Rudbeckius gavs möjlighet att på domkapitlets bekostnad studera vidare vid Uppsala universitet. Bland Alsbeckius' arbeten märks främst ett arbete om en metod att fastställa de rörliga helgdagarnas datum. Bland hans övriga arbeten märks främst lärda spekulationer efter typisk 1600-talsmodell, som frågan om huruvida jorden skapades på morgonen eller aftonen, där Alsbeckius besvarar frågan med att jorden skall ha skapats om aftonen.